# Гранд-Тер (Кергелен)
Гранд-Тер (фр. Grande Terre) — главный остров архипелага Кергелен.

## История
Остров был открыт в 1772 году мореплавателем Ив-Жозефом Кергеленом, который провозгласил его принадлежащим французской короне. В 1776 году архипелаг посетил Джеймс Кук, который шесть дней обследовал береговую линию и дал этой земле название «остров Запустения». Несмотря на отдельные последующие визиты различных мореплавателей, полное обследование архипелага было совершено лишь в 1840-х годах Британской антарктической экспедицией. В 1874 году британским учёным Стивеном Джозефом Перри на острове были сооружены пункты для наблюдения прохождения Венеры по диску Солнца. В 1893 году остров был официально аннексирован Францией.

## География
Площадь острова составляет 6675 км². Его протяжённость с запада на восток составляет около 150 км, с севера на юг — 120 км. Высочайшая точка острова и всего архипелага — гора Росс; высота над уровнем моря 1850 метров.
На западе острова находится крупнейший во Франции ледник Кука.
Остров имеет сильно изрезанную береговую линию и множество полуостровов.

## Климат
По классификации Кёппена, остров относится к климатической зоне ET (тундры). Характерны сильные ветра, достигающие 150 км/ч. Самым холодным месяцем считается август со среднедневной температурой воздуха +1 °C.

## Животный мир
На острове находятся крупнейшие колонии пингвинов, тюленей, морских птиц, большая популяция кроликов. На острове можно встретить одичавших кошек.

## Растительность
Остров покрыт скудной растительностью. Местами можно встретить стелющийся кустарник. Самое распространённое растение — кергеленская капуста.

## Население
Постоянных жителей на острове нет, но зимой там живут и работают около 70 человек, летом — более 100. Главной базой острова является Порт-о-Франсе.